# Nicola Griffith
Nicola Jane Griffith (Leeds, 30 settembre 1960) è una scrittrice britannica naturalizzata statunitense di romanzi di fantascienza.

## Biografia
Nata a Leeds, West Yorkshire, nel 1960, vive e lavora a Seattle.
Cresciuta in un ambiente cattolico, dopo aver tenuto corsi di autodifesa, si è trasferita negli Stati Uniti nel 1988 in occasione di un seminario nella Contea di Clarion, ottenendo la cittadinanza nel 2013 dopo che il suo caso d'immigrazione aveva portato alla creazione di una nuova legge.
A partire dal suo esordio nel 1993 con il romanzo Ammonite, ha pubblicato altri 5 romanzi oltre a racconti ed antologie ottenendo numerosi premi nel campo della narrativa di fantascienza.

## Vita privata
È sposata con la collega scrittrice Kelley Eskridge. Nel 1993 le è stata diagnosticata la sclerosi multipla.

## Opere principali

### Romanzi
- Ammonite (Ammonite) (1992), Bologna, Perseo Libri, 2007 Traduzione di Riccardo Gramantieri ISBN 9788864990125
- Slow River (1995)
- Occhi di cemento (The Blue Place) (1998), Milano, M. Tropea, 2000 Traduzione di Giuditta Ghio ISBN 88-438-0200-3
- Stay (2002)
- Always (2007)
- Hild (2013)

### Antologie
- Bending the Landscape: Fantasy con Stephen Pagel (1997)
- Bending the Landscape: Science Fiction con Stephen Pagel (1998)
- Bending the Landscape: Horror con Stephen Pagel (2001)

### Racconti
- With Her Body (2004)

## Premi e riconoscimenti
- 1993 Premio James Tiptree Jr. per Ammonite
- 1997 Premio World Fantasy per Bending the Landscape: Fantasy
- 1996 Premio Nebula per il miglior romanzo per Slow River
- 2025 Premio Grand Master[7]